# 诺贝特·瓦尔特-博尔扬斯
诺贝特·瓦尔特-博尔扬斯（德語： 1952年9月17日—）德国经济学家、政治家，波恩大学经济学博士，自2019年起与萨斯基娅·艾斯肯一同任德国社会民主党领导人，2010年至2017年任北莱茵-威斯特法伦州财政部长。